# Cathy Berberian
Catherine Anahid "Cathy" Berberian (ur. 4 lipca 1925 w Attleboro, Massachusetts, zm. 6 marca 1983 w Rzymie) – amerykańska śpiewaczka i kompozytorka pochodzenia ormiańskiego. Była znana głównie jako interpretatorka współczesnej muzyki awangardowej (m.in. pisali dla niej: Luciano Berio, Bruno Maderna, John Cage, Henri Pousseur, Sylvano Bussotti, Darius Milhaud, Roman Haubenstock-Ramati, Igor Strawinski), ale także muzyki ludowej różnych kultur, dzieł Claudio Monteverdiego, Heitora Villa-Lobosa, Kurta Weilla, Filipa Fryderyka Aleksandra oraz piosenek zespołu The Beatles oraz własnych kompozycji. Berberian jest uznawana za pionierkę współczesnej techniki wokalnej.

## Życiorys

Cathy Berberian i Luciano Berio z córką.

Cathy Berberian urodziła się 4 lipca 1925 roku w Attleboro, w stanie Massachusetts, w ormiańskiej rodzinie. Była najstarsza z dwójki dzieci Yervant i Louise Berberian. W 1927 roku przeniosła się wraz z rodziną do Nowego Jorku. Od najmłodszych lat interesowała się muzyką i tańcem, zwłaszcza ormiańską muzyką i tańcem ludowym oraz muzyką popularną. Często występowała w domu z ojcem, zabawiając tym rodzinę i przyjaciół. Jej matka posiadała pokaźną kolekcję płyt, dzięki którym Cathy poznała operę (szczególne wrażenie wywarło na niej nagranie Cyrulika sewilskiego Rossiniego). Od 1937 roku uczęszczała do elitarnej szkoły średniej Julii Richman dla dziewcząt na Upper East Side, na Manhattanie. Brała w tym czasie lekcje śpiewu w amatorskim chórze szkolnym oraz należała do Armenian Folk Group, gdzie była solistką i reżyserką. Po ukończeniu szkoły średniej zapisała się na studia na Uniwersytecie Nowojorskim, jednak szybko je przerwała, podejmując decyzję o karierze wokalnej. 
Studiowała śpiew na Uniwersytecie Columbia pod kierunkiem Miltona Smitha, Herberta Grafa oraz Getrude Keller. Oprócz zajęć z opery, śpiewu, dykcji, gry scenicznej, pantomimy i pisania radiowego, uczęszczała do Etnologicznego Centrum Tańca "La Meri", gdzie uczyła się hiszpańskiego i hinduskiego tańca ludowego, chcąc zagrać rolę Carmen i Lakmé. W 1949 roku Cathy wyjechała do Conservatorio di Musica Giuseppe Verdi w Mediolanie, gdzie studiowała pod kierunkiem Giorginy del Vigo. W tym czasie Berberian poznała ogromny repertuar muzyki kameralnej oraz została zachęcona do interpretowania współczesnej muzyki awangardowej.
W 1949 roku poznała Luciano Berio, który miał być jej akompaniatorem podczas przesłuchania do stypendium Fulbrighta. Wspomina to słowami: „nie mówił po angielsku, ja nie mówiłam po włosku. Nie mieliśmy rozmów, tylko muzykę”. Wiosną 1950 roku Berio zaproponował Cathy małżeństwo. Pobrali się 1 października tego samego roku i zamieszkali w Mediolanie. 1 listopada 1953 roku przyszła na świat ich córka – Cristina Luisa. Ich małżeństwo trwało do 1964 roku.
W latach 50. Berberian dawała liczne koncerty we Włoszech, odgrywając postaci z oper Donizettiego, Strawińskiego czy Ravela. W 1959 roku miała miejsce premiera Arii Johna Cage'a, która została napisana specjalnie dla Cathy. Jej reputacja jako interpretatorki współczesnej muzyki awangardowej została ugruntowana po występach na Międzynarodowych Letnich Kursach Nowej Muzyki w Darmstadcie w Niemczech we wrześniu tego samego roku. Po tym wydarzeniu wiele kompozytorów zaczęło pisać dla niej utwory, w tym: Bruno Maderna (Dimensioni II: Invenzione su una voce, 1960), Roman Haubenstock-Ramati (Credentials or Think, Think Lucky, 1961), Igor Strawiński (Elegy for JFK, 1964), Darius Milhaud (Adieu, 1964), Sylvano Bussotti (La Passion selon Sade, 1965), Henri Pousseur (Phonèmes pour Cathy, 1966) i William Walton (Façade 2, 1977).
Małżeństwo z Luciano Berio również zaowocowało szeregiem utworów pisanych specjalnie dla Cathy, m.in.: Thema (1958), Circles (1960), Folk Songs (1964), Sequenza III (1966), Recital I (1972). Dzięki fenomenalnym umiejętnościom Berberian, Berio miał możliwość eksperymentowania z głosem w swoich dziełach. W 1966 roku Cathy skomponowała swój pierwszy utwór muzyczny - Stripsody na głos solowy, którego założeniem była eksploracja onomatopeicznych dźwięków zobrazowanych w komiksowej partyturze ilustrowanej przez Roberto Zamarina. Swoje drugie dzieło, Morsicat(h)y, skomponowała w 1969 roku.
W latach 70. prowadziła liczne kursy mistrzowskie. W 1972 roku na zaproszenie Petera Brooka prowadziła trzytygodniowe warsztaty z zakresu aktorstwa i improwizacji w Międzynarodowym Ośrodku Badań Teatralnych w Paryżu.
Cathy była ceniona nie tylko za świetne interpretacje nowej muzyki, ale również za poczucie humoru i inteligencję, co przejawiało się w pracy z każdym projektem. Postrzegała głos jako nieograniczony instrument, którego możliwości należy nieustannie badać. Trafiała do szerokiego grona odbiorców, śpiewając utwory zarówno Monteverdiego i Purcella, Strawińskiego i Debussy'ego, Gershwina i The Beatles, jak i tradycyjne pieśni ludowe.
W ciągu ostatnich 4 lat życia zmagała się z chorobą oczu, która w dużym stopniu osłabiła jej wzrok. Zmarła 6 marca 1983 roku w wieku 57 lat po ciężkim ataku serca.

## Dyskografia
- Nel labirinto della voce
- The Unforgettable Cathy Berberian
- The Many Voices of Cathy
- À la recherche de la musique perdue (recital)
- Revolution
- Beatles Arias
- Cathy Berberian at the Edinburgh Festival
- Salonmusik der Gründerzeit
- Cathy Berberian’s Second Hand Songs
- Homage to Cathy Berberian
- Songs Cathy sang
- Chamber Music
- Thema – Omaggio a Joyce
- Allez Hop!
- Circles
- Visage
- Epifanie
- Sequenza III
- Recital I for Cathy
- Folk songs
- Round with voice
- 3 Songs by Kurt Weill
- Frammento
- Aria with Fontana Mix
- Credentials
- Invenzione su una voce
- Dimensioni II
- Pantomima
- Orfeo
- L’Incoronazione di Poppea
- Cathy Berberian sings Monteverdi
- The Fairy Queen, suite
- Phonèmes pour Cathy
- Jeu de miroirs de Votre Faust
- Elegy for J.F.K.
- Three Songs from W.Shakespeare
- Tilim-bom
- Façade and Façade 2
- Chansons arméniennes

## Kompozycje
- Stripsody na głos solo, 1968
- Morsicat(h)y na fortepian, 1969